# Gonjiam: Haunted Asylum
Pour plus de détails, voir Fiche technique et Distribution.
Gonjiam: Haunted Asylum (hangeul : 곤지암 ; RR : Gonjiam) est un film d'horreur sud-coréen filmé dans le style found footage, coécrit et réalisé par Jeong Beom-sik, sorti en 2018.
Il est premier du box-office sud-coréen de 2018 lors de sa première semaine.

## Synopsis
Une série de vidéos d'horreur sur internet recrute un groupe de personnes pour participer à une exploration en direct, d'un hôpital psychiatrique abandonné. Le groupe rencontre bientôt des imprévus, tandis qu'il s'enfonce de plus en plus profondément dans le vieux bâtiment terrifiant.

## Fiche technique
- Titre original : 곤지암
- Titre international : Gonjiam: Haunted Asylum
- Réalisation : Jeong Beom-sik
- Scénario : Jeong Beom-sik et Park Sang-min
- Photographie :
- Montage :
- Musique :
- Société de production : Hive Mediacorp
- Société de distribution : 
  - Showbox (Corée du Sud)
  - ESC Editions (France)[1]
- Pays d’origine :  Corée du Sud
- Langue originale : coréen
- Format : couleur
- Genre : Horreur
- Durée : 94 minutes
- Date de sortie :
  - Corée du Sud : 28 mars 2018
  - France : 3 juillet 2024 (Direct-to-video)[1]

## Distribution
- Wi Ha-joon : Ha-joon
- Park Ji-hyun : Ji-hyun
- Oh A-yeon : A-yeon
- Moon Ye-won : Charlotte
- Park Sung-hoon : Sung-hoon
- Yoo Je-yoon : Je-yoon
- Lee Seung-wook : Seung-wook

## Production
Le film se déroule dans l'ancien hôpital psychiatrique de Gonjiam à Gwangju dans la province du Gyeonggi, censé être l'un des endroits les plus hantés de Corée. En 2012, CNN Travel le liste comme l'un des « 7 endroits les plus bizarres de la planète, ».
La plupart des scènes du film ont cependant été filmées au lycée national maritime de Busan, où l'équipe de production a recréé fidèlement le même extérieur et les couloirs.

## Sortie
Avant la sortie du film, le propriétaire de l'asile a intenté une action en justice pour interdire la projection du film dans les salles, affirmant qu'il aurait des effets négatifs sur la vente de l'immeuble. Cependant, une cour de Séoul conclut, fin mars 2018, à l'autorisation de la projection du film.

## Accueil
Gonjiam: Haunted Asylum arrive en tête du box-office national le 28 mars 2018, devant le film américain Ready Player One et le film coréen Seven Years of Night, récoltant 1,2 million $ pour 198 369 spectateurs.